# シュナン・ブラン
シュナン・ブラン（仏：Chenin blanc）、あるいはピノー・ド・ラ・ロワール（仏：Pineau de la Loire）はフランスのロワール渓谷原産の白ワイン用ブドウ品種である。酸味に富んだブドウ品種であるため、スパークリングワインに用いたり、甘口のデザートワインに仕上げてもバランスの良いものになるほか、樹勢を抑えずに栽培すれば穏やかな味わいのワインにもなる。ロワール以外では、ニューワールドにおいても栽培されている。特に南アフリカでは極めて広く栽培され、スティーンの名前で知られている。ヤン・ファン・リーベックが1655年に南アフリカで最初にブドウ栽培を始めた時から、シュナン・ブランは栽培されていた可能性がある。あるいは、1685年にナントの勅令が撤回された際に南アフリカに逃れたユグノーによって持ち込まれたのが始まりであるとの説もある。オーストラリアにおいては、過去には別の品種だと間違えられることが多々あったため、シュナン・ブランの歴史にははっきりしない部分が多い。ジェームズ・バズビーが1832年に植えた可能性があるほか、C. ウォーターハウスが南オーストラリアのホートンでスティーンを1862年から栽培していた。

## 品種特性
シュナン・ブランからなるワインは、テロワールやヴィンテージ、生産者の醸造手法などを反映しやすい。冷涼な気候においては、果汁の糖度は高く、酸は豊富でありフルボディでフルーティーなワインになる。フランス北部では、夏の気温が不安定であるため、果実が未熟で酸味が強くなってしまうのをカバーするために補糖を行うことがあるが、そうすると十分な品質のワインにならない。そこで、現在では熟度の低いブドウはクレマン・ド・ロワールと呼ばれるスパークリングワインの原料にすることが多い。AOCアンジューの白ワインにはマルメロや林檎の香りがあり、辛口白ワインのなかでは最もシュナン・ブランの特徴が現れている。近郊のヴーヴレではそこまで辛口ではなく、熟成とともに蜂蜜や花のような香りが出てくる。素晴らしいヴィンテージでは、収穫を遅らせブドウを貴腐化させることも行われ、香りが強く粘性の高いデザートワインが生み出される。そのような貴腐ワインは長期熟成により品質が向上しうる。

## 歴史
フランスのワイン学者であるピエール・ガレによると、シュナン・ブランは9世紀頃にアンジューで生まれ、少なくとも15世紀までにはトゥーレーヌにまで広まった。845年にシャルル2世の領地の2箇所で栽培されていたとの記述がGlanfeuil修道院に残されている。そのブドウ畑はロワール川左岸に位置し、それぞれスーランジェ、ベッセという名前で呼ばれていた。
トマス・ボワイエは1496年1月3日にシュノンソー周辺のブドウ畑を購入し、ブルゴーニュのボーヌ、ジュラのアルボワ、あるいは近郊のオルレアンやアンジューから数種類のブドウ品種を持ち込んだ。このときのブドウ品種のひとつ、当時プラン・ダンジューと言われていた白ブドウは、シュノンソー城の当主とその義理の兄弟でコルムリーの大修道院長であるDenis Briçonnetの手によって、1520年から1535年の間にトゥーレーヌのシノン城の近くの地域に植えられた。このプラン・ダンジューこそが現在のシュナン・ブランである可能性があり、名前はシュナン山に由来して偶然に付けられたとみられる。
フランスの作家であるフランソワ・ラブレー（1494-1553）はアンジュー産の白ワインを激賞しており、ガルガンチュワ物語の25章においてこのブドウの薬としての効能について記している。
―丸々した犬葡萄の汁でフロジエの臑を優しく洗ってやると、効果覿面、忽ち癒ってしまった。
南アフリカにこのブドウがもたらされたのは、オランダ東インド会社が築いたケープ植民地にヤン・ファン・リーベックがブドウの苗木を持ち込んだのがきっかけであると考えられている。20世紀には、ロワールで栽培されていたシュナン系統の1品種が、実はシュナン・ブランとは無関係のポルトガルのブドウ品種であるヴェルデーリョという品種であることが判明した。ヴェルデーリョはフランスのAOC規定ではロワールで使うことができない。

## 他のブドウ品種との関係
1999年に行われたDNA解析により、シュナン・ブランはジュラ地方で栽培されているサヴァニャンと親子関係にあることが分かった。さらなる解析で、トロソーやソーヴィニヨン・ブランの兄弟であることが分かり、これらはサヴァニャンの子孫にあたると考えられているため、シュナン・ブランもサヴァニャンを親に持つことが強く示唆されている。
この品種とGouais blancと呼ばれるHunnic grapeの交配によってバルザック・ブラン、コロンバール、ムスリエ・サン・フランソワといった品種が生まれたこともDNA解析によって判明している。南アフリカでは、イタリア系品種であるトレッビアーノと交配させることで、ウェルドラやチェネルといった品種が生み出された。
長年にわたり、シュナン・ブランは遺伝的に遠い品種とも混同されることが起きていた。ポルトガル領のマデイラ島やアゾレス諸島で栽培されるベルデホや、スペインで栽培されるアルビージョといった品種は、オーストラリアでシュナン・ブランだと思われていたことがある。

## 栽培

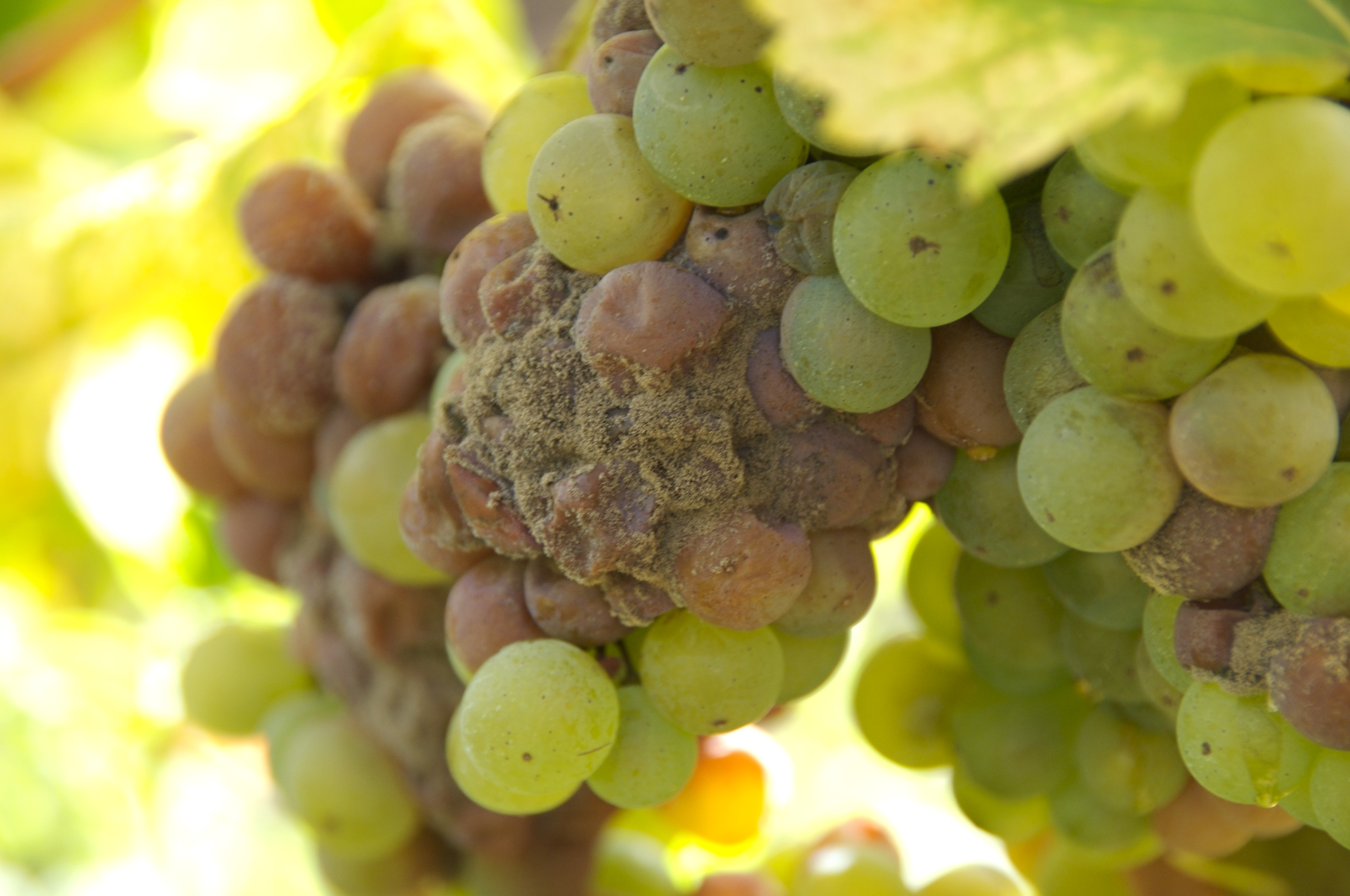
貴腐の影響を受けたブドウの例。写真はソーテルヌ地方のソーヴィニヨン・ブラン。

シュナン・ブランは芽吹きが早く、果実が熟す時期は中庸からやや遅い程度である。暖かい年では、ロワールの冷涼な気候にあってもブドウは十分に熟し、複雑性とフィネスに富んだワインができる。ブドウの樹齢もワインの品質に影響し、樹齢が高いワインは自然と収量が減るため高品質なワインとなる。貴腐の影響を受けると、果汁は濃縮され香りは強くなり、できあがるワインは、花の香りこそ明確ではなくなるものの、より深く重層的な香りを持つようになる。
芽吹きを遅くし、熟す際の糖度が高くなるように、新たなクローンが模索されている。これらのクローンのうち6つがフランス政府によって認可されている。ブドウの木は半直立性で、葉には3～5箇所切れ目が入っている。果房は円錐形で翼状であり、黄緑色をしている。果実の粒は、平均で長さ16.0 mm、幅14.2 mm、重量1.79 gである。
生産地域の気候によって、シュナン・ブランを甘口ワインと辛口ワインのどちらに仕上げるかが左右される。対して、ブドウ畑の土壌はワインの全体的なスタイルに影響する。重い粘土質の土壌では、気候が適切であれば、重厚で長期熟成向きの貴腐ワインに適している。水はけがよく有機物の少ない砂質土壌では軽くて早いうちから飲めるスタイルのワインが多く作られる。シレックスの多い土壌ではミネラル感の豊富なワインになり、石灰質の土壌では鋭い酸味を持つようになる。ヴーヴレにおいては、主に粘土石灰質の土壌であるため、酸味と重厚さを併せ持つ丸みを帯びたワインが作られる。シストが多い土壌では、粘土質の土壌よりも果実の成熟が早い傾向がある。
シュナン・ブランが受けやすい病害や被害としては、春期の霜害や、うどんこ病、ブドウ蔓割病のような樹の組織に影響を及ぼす真菌感染が挙げられる。その他、貴腐をもたらすボトリティス・シネレアへの感染も、好ましい状況でなければ病害と言える。総合的病害虫管理や台木の選定を行うことで、ある程度の病害の管理が可能である。

## 収穫量と収穫期
他の品種と同様、シュナン・ブランのワインの品質は、ブドウ栽培時の手の掛け方に密接に関係している。収穫時期が早すぎてブドウが十分に熟していないと、酸が多すぎるためワインは「最も不快なワイン」（ワイン専門家、オズ・クラークの評）になってしまう。収量が多すぎると、シュナン・ブランらしい個性の無いワインになる。ロワール地方では、フランスの法規制により収量は40～50 hl/haに抑えられている。このくらいの収量であれば、シュナン・ブランの特徴であるフローラルな香りや蜂蜜の香りが感じられる。カリフォルニアのセントラル・ヴァレーでは、平均1エーカーあたり10トン（175 hl/ha）もの高収量であるが、このような場合は香りは穏やかではっきりしないものになる。この品種は元来樹勢が強く、管理しないと収量が過剰になる傾向がある。南アフリカの一部地域のような肥沃な土地においては、240hl/haもの収量に容易に達してしまう。そのため、収量を抑えるために、ヴィティス・リペリア種やヴィティス・ルペストリス種の樹勢の弱い台木に接ぎ木することも行われる。過剰な果房を取り除くグリーン・ハーベストも採用されることがある。
醸造に適した酸と糖分のバランスになるような最良の熟度で収穫を行うために、ブドウを順次収穫していくことも多くの生産者が実施しており、特にロワールで顕著である。この場合、4～6週間にわたってブドウ畑を3～6回ほど回り、熟したブドウの果房ないしは果粒だけを手摘みで収穫していくことになる。貴腐ワインの生産の場合は、十分な量の貴腐化したブドウがなくてはならない。気温が高すぎたり、乾燥しすぎているなどの理由で貴腐ブドウが生じなかった年は、ブドウが干からびたような状態になるまで木に生ったままにしておくパスリヤージュと呼ばれる手法を用いる。これにより、貴腐と同様に果汁が濃縮される効果がある。伝統的な産地においては、生産者はシュナン・ブランからどのようなスタイルのワインを作るか、甘口と辛口のどちらを作るか、さらには複数のタイプのワインを作るならどのブドウからどんなワインを作るかを日々の状況を見ながら決めていく。ヴーヴレの生産者の例では、1シーズンの収穫回数は6回に上るが、前半の収穫分ではスパークリングワインや辛口ワインを生産し、後半は甘口ワインの生産に使われるという。

## 産地
シュナン・ブランの世界最大の産地は南アフリカ共和国である。また、中国、ニュージーランド、カナダ、アルゼンチンなど世界各国で栽培されているが、主要品種とみなされるような地域はわずかである。フランスはシュナン・ブランの栽培が始まった、いわば「本場」であるが、21世紀においては南アフリカでの栽培面積がフランスの2倍ほどになっている。この品種からなるワインの多様性とテロワールを反映する性質のために「二重生活」とジャンシス・ロビンソンに評されるほど異なるタイプのワインが生まれる。フランスのロワール渓谷においては世界でも屈指の高品質なワインが産出されるとの評価を得ている一方で、ニューワールドにおいては「労働者の品種」といわれるように安価なワインにも使われる。そのような場合、強い酸味はブレンド用に適しており、またテロワールの特徴というよりも無個性な香りになるのである。いずれにせよ、シュナン・ブランの特徴として、強い酸味は世界中の生産地で共通している。

### フランス

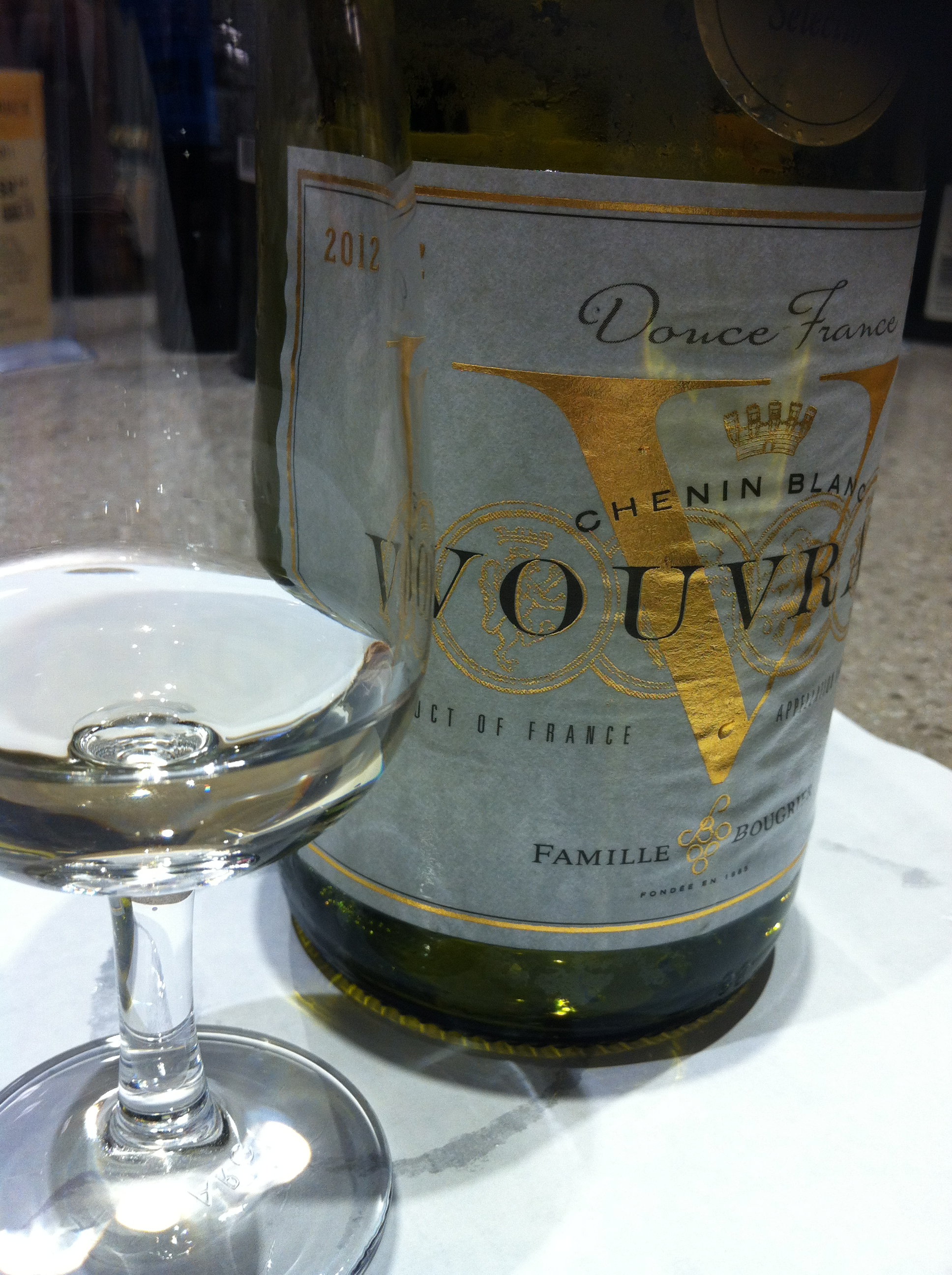
ロワール地方、ヴーヴレの白ワイン。シュナン・ブランが使われている。

ワイン学者の見解では、シュナン・ブランはロワール渓谷原産であり、9世紀に生まれた品種である。今日においても、ロワール地方はこの品種と最も関係の深い地域である。2008年において、シュナン・ブランのフランスでの栽培面積は9,828ヘクタールであるが、そのなかでアンドル＝エ＝ロワール県、ロワール＝エ＝シェール県、およびメーヌ＝エ＝ロワール県アンジェ周辺のアンジューにおいて栽培例が多く、これら地域で5044ヘクタールを占める。しかし、シュナン・ブランの栽培面積はフランスの全ブドウ栽培面積の1.2%に過ぎず、1958年における栽培面積が16.594ヘクタールであったことと比較しても大幅な落ち込みを見せている。
シュナン・ブランの使用が原産地呼称制度（AOC）で認められている地域はロワール川中流域に多く、アンジュー、ボンヌゾー、クレマン・ド・ロワール、コトー・ド・ローバンス、コトー・ド・レイヨン、ジャスニエール、モントルイス、カール・ド・ショーム、ソーミュール、サヴィニエール、ヴーヴレなどが挙げられる。コトー・ド・レイヨン、ボンヌゾー、カール・ド・ショームは甘口のデザートワインを産出する。また、サヴィニエールでは主に辛口のワインを生産している。アンジュー、クレマン・ド・ロワール、コトー・ド・ローバンス、ジャスニエール、モントルイス、ソーミュール、ヴーヴレでは、辛口、半甘口、甘口と多岐にわたるワインが生産されている。
1970年代、ロワール地方のシュナン・ブランは植え替えが進み、赤ワイン用としてカベルネ・フラン、白ワイン用としてソーヴィニヨン・ブランといった流行りの品種や、栽培が容易なガメに転換されていった。このことで逆に、ロワール川中流域のアンジュー・ソーミュール地方やトゥーレーヌのシュナン・ブランの地位は確固たるものとなった。1980年代には、ロワール産のデザートワインへの関心の高まりのために、この地域のシュナン・ブランは再び注目を浴びることとなった。この頃のボルドーの貴腐ワイン産地であるソーテルヌでは好ましい天候が続いたが、旺盛な需要に応えるほどの生産はできず、ソーテルヌのワインの価格は著しく高騰した。そこで、デザートワインを求める消費者の目は、ソーテルヌに替わる産地としてロワールに向かった。1990年代、ロワール川中流域は良好なヴィンテージに恵まれ、貴腐ブドウを多く収穫できた。ワイン専門家のオズ・クラークによれば、このようにして発展した貴腐ワインはシュナン・ブランの「旗手」であるという。
生産地の気候は、そこで作られるシュナン・ブランの主なスタイルに影響を与えることが多い。ジャスニエールの最北部は、シュナン・ブランの栽培の北限であり、できるワインは辛口で痩せたものとなる。ロワール川中流域は大部分が大陸性気候であるが、コトー・ド・レイヨンではヴーヴレやモントルイスと比べて大西洋の影響を受けるため、貴腐菌の発生が促される。ジャスニエール、ヴーヴレ、モントルイスでも、AOCの貴腐ワインが産出されるが、コトー・ド・レイヨンよりは生産される年は少ない。ヴーヴレやモントルイスは冷涼な大陸性気候であり、幅広いタイプのシュナン・ブランが作られる。特に、スパークリングワインに必用な酸と糖分のバランスがとれたブドウが収穫できる。AOCサヴィニエールでは、川沿いの産地に比べ霧の発生が稀であり、風も強いため、貴腐菌がブドウに付くことは少ない。このため、サヴィニエールで作られるワインは、ロワールのAOCの中でも特に辛口のシュナン・ブランが優勢である。温暖な地中海性気候である南仏のラングドックでは、辛口のシュナン・ブランの生産が大多数を占める。
シュナン・ブランは単一品種ワインとして作られることが多いが、通常のアンジュー、ソーミュール、トゥーレーヌのワインでは最高で20%まで、シャルドネやソーヴィニヨン・ブランをブレンドすることが認められている。また、酸味が強いため、スパークリングワインの生産に適しており、クレマン・ド・ロワールやヴーヴレのスパークリングワインのほか、ラングドック地方のリムーでもスパークリングワインに使われる。クレマン・ド・リムーにおいては、モーザック、ピノ・ノワール、シャルドネとともに、シュナン・ブランはを20～40%ブレンドする必要がある。リムーではステイルワインにもシュナン・ブランを使うことができるが、この場合はモーザックおよびシャルドネとのブレンドになる。
ロワール以外のフランスの産地では、上記のリムーに加え、コルシカ島（2008年において60ヘクタールの栽培面積）、シャラント、アヴェロンといった地域でもシュナン・ブランが栽培されている。フランス南西部では、コート・ド・ドゥラスや、ガロンヌのヴァン・デスタンやヴァン・ダントレイギュー・エ・ドゥ・フェルでも使用が許可されている。

### 南アフリカ

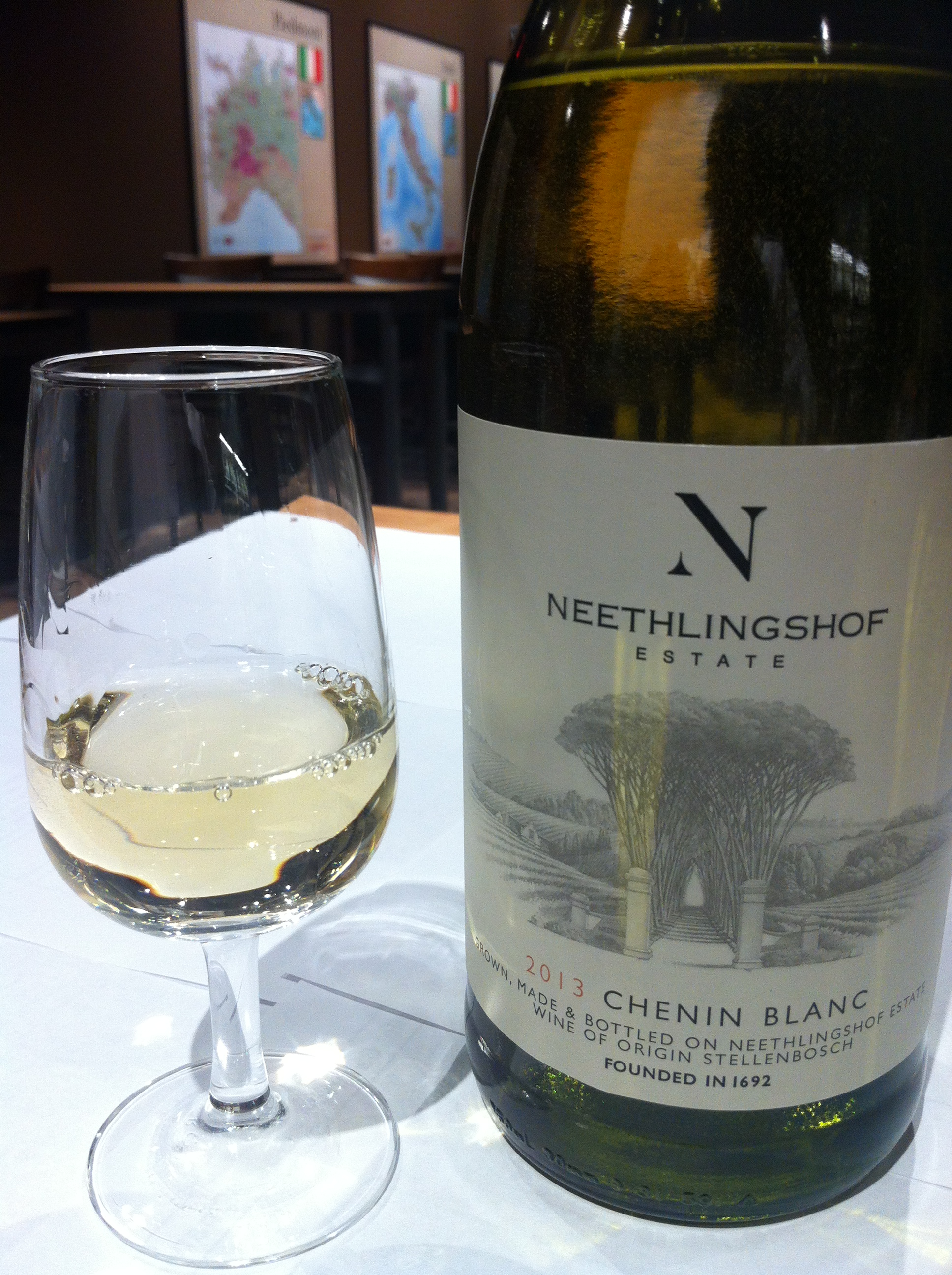
南アフリカ、ステレンボッシュ産のシュナン・ブラン

南アフリカでは、シュナン・ブランは最も多く栽培されている品種であり、21世紀初頭においては栽培面積のおおよそ1/5を占めている。2008年における栽培面積は18,852ヘクタールであり、フランスの倍近くにのぼる。主要産地として、西ケープ州のケープワインランド郡にあるパールでは3,326ヘクタールの栽培面積があるほか、スウォートランドのマームズベリーでは3,317ヘクタール、オリファントリバーでは2,521ヘクタールが栽培されている。
この品種は、オランダ東インド会社のヤン・ファン・リーベックが持ち込んだブドウの苗木のうちのひとつとして南アフリカに導入された。その後、200年ほどの歴史のなかで、この品種はスティーンとして知られるようになった。その後、1963年にステレンボッシュ大学のC・J・オルファー教授によって、「スティーン」と「シュナン・ブラン」が同一品種であることが解明されるまで、この国で広く栽培されていたスティーンがシュナン・ブランと同一であると明確に分かることはなかった。1960年代末から1970年代初頭にかけて、南アフリカのワイン産業は、醸造時の温度管理などの新規技術が導入されたことにより「白ワインルネサンス」と言われるような活況になるが、シュナン・ブランはその際の中心的な品種としての地位を占めた。この時期は、半辛口ですっきりと爽やかな、ニュートラルな香りのワインを作ることに主眼が置かれていたが、これは当時の白ワインの需要に対応したものであった。20世紀末になると、シュナン・ブラン醸造の専門家が現れ、栽培の責任者とともに好適なテロワールで栽培されている古木のシュナン・ブランを選び出すようになった。この目的は、シュナン・ブラン特有の香りや特徴に富んだワインを作ることにあった。このような活動により、シュナン・ブランの栽培面積自体は減ったものの、同国におけるシュナン・ブランの品質が向上した。

### アメリカ合衆国

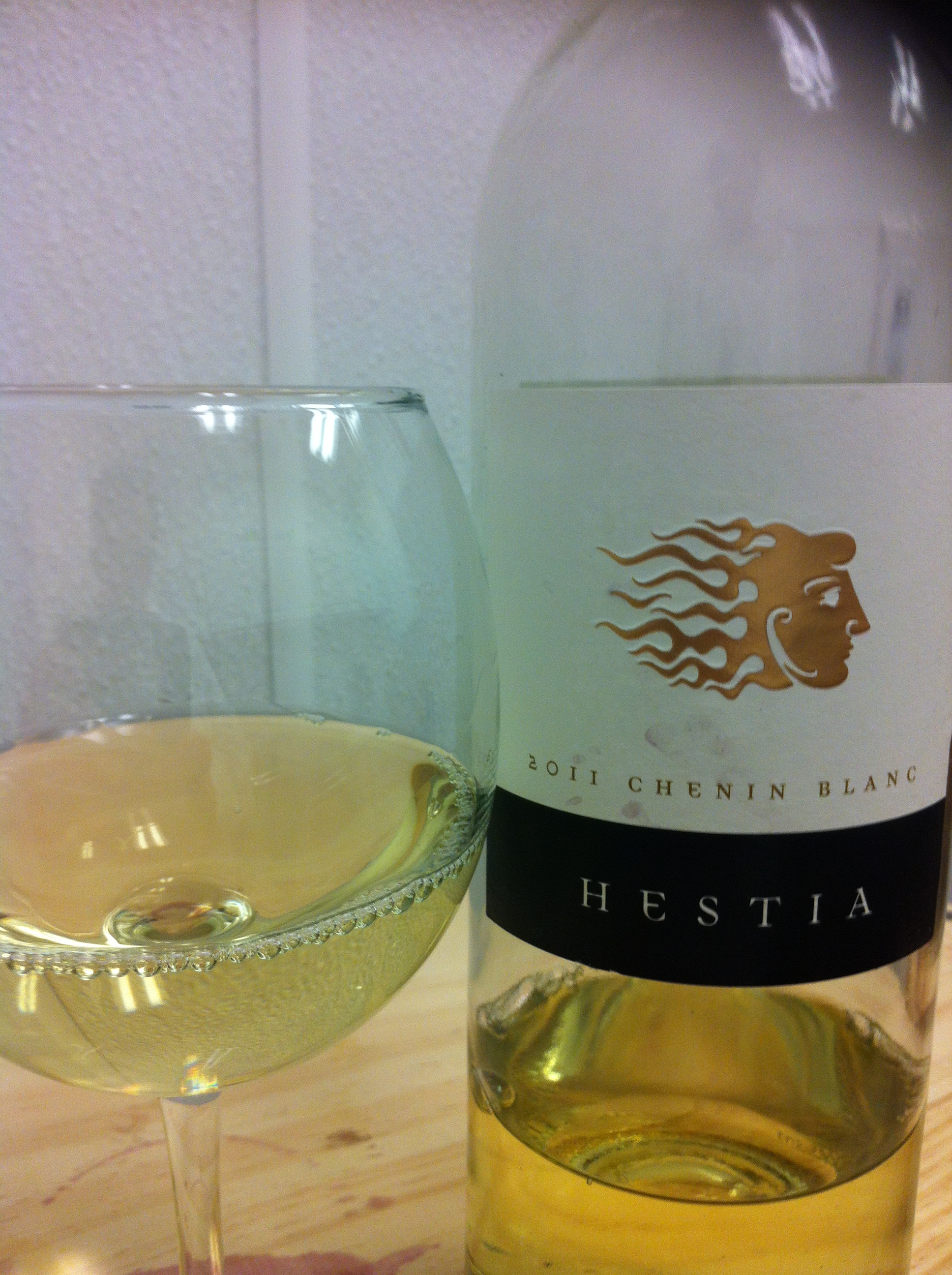
ワシントン州産のシュナン・ブラン

1980年代においては、カリフォルニアでのシュナン・ブランの栽培面積はフランスを上回っていたが、その後栽培面積は減り続けている。2006年の時点では、暖かいセントラル・バレーを中心に、5,300ヘクタールの栽培面積があったが、2010年には2,923ヘクタールにまで減少した。
カリフォルニアワイン産業の歴史のなかで、この品種は「労働者の品種」とみなされ、安価なバルクワインやジャグワイン用のブレンドに品種名が付けられることなく使われてきた。シュナン・ブランは元々酸味が強く、甘さの度合いを調整できることから、大量生産されるワインにおいてはコロンバールやシャルドネとのブレンドに適していた。21世紀末になってようやく、サクラメント・バレーのAVAクラークスバーグの生産者のあいだで高品質なシュナン・ブランの単一品種ワインが作られるようになった。このワインはマスクメロンのような香りを持ち、長期熟成に耐えるポテンシャルがあることが多い。
アメリカでは広くシュナン・ブランが栽培されているが、顕著な生産量のあるアメリカブドウ栽培地域としては、カリフォルニア州のクラークスバーグ、ナパ・バレー、メンドシーノといったAVAのほか、ワシントン州のヤキマ・バレーやコロンビア・バレー、テキサス州のハイプレーンズがある。2012年におけるシュナン・ブランの栽培面積は、ワシントン州では81ヘクタール、テキサス州では120ヘクタールであった。
アメリカの他の州でもシュナン・ブランは栽培されており、ニューヨーク州、ミズーリ州、ウィスコンシン州、ミネソタ州、アリゾナ州、ニューメキシコ州、メリーランド州、ノースカロライナ州、バージニア州、アイダホ州などで栽培例がある。オレゴン州では、1990年には18ヘクタールの栽培面積があったが、2001年までにほぼ植え替えられてしまい、わずかな量が残っているだけになってしまった。

### その他の生産地域
オーストラリアでは2008年において642ヘクタールの栽培面積があり、主にシャルドネ、ソーヴィニヨン・ブラン、セミヨンなどとのブレンド用として使われる。オーストラリアでの栽培地域は、タスマニア島やニューサウスウェールズ州、ビクトリア州、南オーストラリア州のほか、西オーストラリア州のスワンバレーやマーガレットリバーも含まれる。ワイン専門家のジェームス・ハリデイは、オーストラリアのシュナン・ブランのスタイルを、フルーツサラダの香りが特徴的な「トゥッティフルッティ」と表現している。また、西オーストラリア州のシュナン・ブランはの注目度は高まりつつある。
ニュージーランドでは、2004年の栽培面積は100ヘクタール弱であったが、2008年までに50ヘクタールにまで落ち込んだ。シュナン・ブランは主に北島で栽培されており、なかにはロワールのデザートワインに肩を並べるようなものもある。歴史的には、この品種は大量生産ワイン用にミュラー・トゥルガウとブレンドされて使われていた。ニュージーランドのシュナン・ブランの評価が高まるきっかけとなったのは、この品種を単一品種ワイン用に栽培する試みである。もっとも、オズ・クラークによれば、ニュージーランドのシャルドネやソーヴィニヨン・ブランの品質の高さを考えると、あえてシュナン・ブランを買う経済的な理由は乏しいとのことである。
南米においてもシュナン・ブランは広く栽培されているが、メキシコ、アルゼンチン、ブラジル、ウルグアイといった国では長きにわたってピノ・ブランと混同されていた。もともとは、この品種は大量生産の白ワイン用のブレンドに使われていた。メキシコでの主な栽培地域には、アグアスカリエンテス州、バハ・カリフォルニア州、コアウイラ州がある。アルゼンチンでは、2008年において2,908ヘクタールの栽培面積があるが、栽培例はほぼメンドーサ地区に集中している。その他、ブラジルでは30ヘクタール、チリでは76ヘクタール、ウルグアイでは6.9ヘクタールが栽培されている。
イスラエルには、この品種は20世紀中に導入されたが、今なお生産量は限定的である。カナダでは、ブリティッシュコロンビア州のオカナガン地区や、オンタリオ州で栽培されている。スペインでも、カタルーニャ、アラゴン、ナバーラなどで栽培例がある。スペインでの栽培面積は、2008年において100ヘクタールであったが、2006年に行われたDNA解析によるとガリシアやアレーリャ、ペネデスで栽培されていたアグデホという品種が実はシュナン・ブランであったことが判明しており、実際の栽培面積は増える可能性がある。
インドやタイといった熱帯のワイン生産地域においても、わずかながら栽培されている。
日本においては、新潟県や福岡県北九州市などでシュナン・ブランがわずかに栽培されており、ワインとして販売されている。

## 醸造とワインのスタイル
ワイン専門家のジャンシス・ロビンソンは、シュナン・ブランを「世界で最も多目的に使われるブドウである」と評した。というのも、この品種からは、辛口ワインから長期熟成に耐えるデザートワインのような甘口ワインまで、様々な糖度のワインを産出するほか、瓶内二次発酵によるスパークリングワインや、酒精強化ワインの生産にも使われるからである。単一品種ワインとして個性のあるワインになるほか、酸味を補う目的で他の品種とのブレンドにも使われる。広く辛口から甘口まで、高品質なワインになりうる点は、ドイツにおけるリースリングと比較されることもあり、ロビンソンはフランスにおいてドイツのリースリングに対応する品種がシュナン・ブランであるとしている。
ヨーロッパとニューワールドのシュナン・ブランの違いとして主だったものに、醸造時の温度が挙げられる。ロワールなどのヨーロッパの生産者は、16～20oCと高めの温度で醸造を行うが、南アフリカなどのニューワールドでは10～12oCでの醸造が一般的である。低温で醸造するとトロピカルフルーツの香りが際立つが、ヨーロッパではそのようなスタイルには重きをおかないためである。シュナン・ブランは、スキンコンタクトやマセラシオンによってワインに複雑性を持たせるフェノール類を抽出することとも相性が良い。スキンコンタクトによって、シュナン・ブランに特有のセイヨウスモモやアンゼリカの香りが引き出される。シュナン・ブランは強い酸味を持つが、マロラクティック発酵を行うことによって和らげることができ、そのようなワインは熟成を経るとクリーミーでリッチな質感を持つようになる。木樽（オーク樽）での熟成を行うかどうかは、生産者によって異なる。新樽を用いるとバニラやスパイス、トーストのような香りが付くが、ヨーロッパでは積極的に用いられることは少ない。他方、ニューワールドではさかんに使われている。サヴィニエールでは、伝統的にアカシアやクリの木で作った木樽で熟成が行われる。樽材としてアカシアを使うとワインの色調は黄色っぽくなり、クリを使うとバターのような香りが足される。

## ワイン

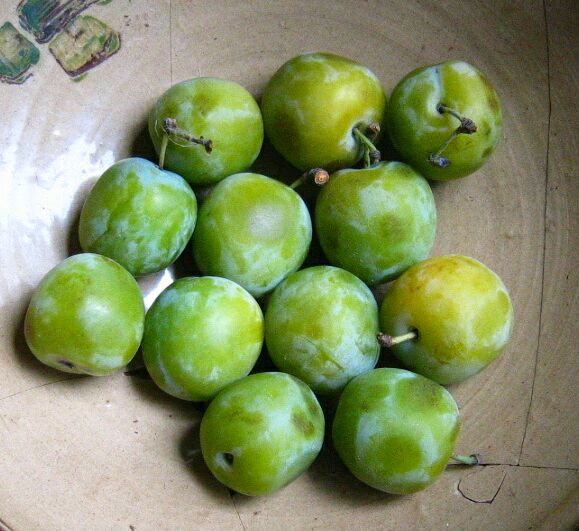
セイヨウスモモの香りは、シュナン・ブランに一般的である。

シュナン・ブランのワインには、ミネラルやセイヨウスモモ、アンゼリカ、蜂蜜などの香りが現れることが多い。貴腐ワインでは桃や蜂蜜の香りがあり、熟成につれて大麦糖、マジパン、マルメロの香りが目立つようになる。ロワールの辛口から半甘口ワインでは林檎やセイヨウスモモのほか、チョークのようなミネラル感をもつことが多く、熟成により蜂蜜やアカシア、マルメロの香りが感じられるようになる。南アフリカなどニューワールドのシュナン・ブランは若いうちから飲めるように作られていることが多く、バナナやグァバ、洋ナシ、パイナップルなど豊かなトロピカルフルーツの香りがある。デザートワインにおけるアルコール度数が12%を超えることは滅多にないが、これはワインのバランスを取るためである。辛口では13.5%前後の度数であることが多い。
ロワールの甘口シュナン・ブランは、世界でも最も長期熟成のポテンシャルの高いワインのひとつであり、良好なヴィンテージにおける高品質ワインであれば、100年以上もの長きにわたって熟成させることができる。これほどまでに長寿である理由は、防腐剤の役割を果たす酸を、この品種はもともと豊富に含むからである。ワインに含まれるフェノール類は分解され、ワインに複雑性と深みをもたらす。ロワールの半甘口ワインのなかには、飲み頃のピークを迎えるまでに10年以上を要するものもあり、そのようなワインはさらに20～30年にわたって楽しむことができる。スパークリングワインや辛口ワインであっても、良いヴィンテージの高級ワインであれば、白ワインのなかでは稀なほど長寿になりうる。しかし、熟成が進むうちに、ワインが閉じて香りや品種の特徴があまり感じられなくなるような、ワインが「無口」になる時期がみられることもある。

## 食品との組み合わせ
シュナン・ブランは様々な食べ物に合わせることができるが、ワイン自体のスタイルが多岐にわたることには注意が必要である。軽い辛口ワインであれば、サラダや魚料理、鶏肉といった軽い料理と相性が良い。甘口ワインの場合、アジア料理やヒスパニック料理などのスパイシーな料理と合わせるとバランスが取れる。酸味がありバランスが取れた半辛口のワインでは、クリームソースや、パテのような濃厚な料理と良く合う。